# Nußdorf am Haunsberg
Nußdorf am Haunsberg è un comune austriaco di 2 388 abitanti nel distretto di Salzburg-Umgebung, nel Salisburghese.

## Monumenti e luoghi d'interesse
- Castello di Weitwörth, nell'omonima frazione.